# Schnellbootflottille
Die Schnellbootflottille (SFltl) war ein Großverband der Deutschen Marine. Sie wurde 1957 als Kommando der Schnellboote aufgestellt und 2006 aufgelöst. Ihre verbleibenden Einheiten wurden in die Einsatzflottille 1 eingegliedert.

## Geschichte
Im Rahmen des Aufbaus der damaligen Bundesmarine wurde das Kommando der Schnellboote (KdoS) am 1. Oktober 1957 in Flensburg (vgl. Marinestützpunktkommando Flensburg-Mürwik) aufgestellt. Bei der Aufstellung existierte bereits das 1. Schnellbootgeschwader, das am 1. April 1956 aus dem vormaligen British Baltic Fishery Protection Service hervorgegangen war und zunächst dem Kommando der Marineausbildung unterstand. Das KdoS unterstand als Typkommando für alle Schnellboote dem damaligen Kommando der Seestreitkräfte, das später zunächst in Kommando der Flotte, dann in Flottenkommando umbenannt wurde. Diese Unterstellung blieb durchgehend auch nach der Umbenennung in Schnellbootflottille 1967 erhalten. Die Flottille wurde von einem Kapitän zur See geführt. Der Stab war bis 1994 in Flensburg stationiert und verlegte am 4. Oktober 1994 nach Warnemünde. Am 29. Juni 2006 wurde die SFltl aufgelöst. Das verbliebene 7. Schnellbootgeschwader wurde der Einsatzflottille 1 in Kiel unterstellt.
Boote der SFltl nahmen an mehreren Auslandseinsätzen der Marine teil. Bereits 1995 war der Einsatz von Schnellbooten im Rahmen der Operation Deliberate Force vorgesehen, wurde jedoch nicht abgerufen. 2002 nahmen Schnellboote an der Operation Enduring Freedom am Horn von Afrika teil und 2003–2004 an der Operation Active Endeavour im Seegebiet um Gibraltar.

## Organisation
Dem Kommandeur der Schnellbootflottille (KdS) waren mehrere Schnellbootgeschwader (SG) unterstellt, deren Anzahl und Bezeichnung sich im Laufe der Jahre kaum geändert hat. Zur Unterstützung des KdS diente der Flottillenstab.

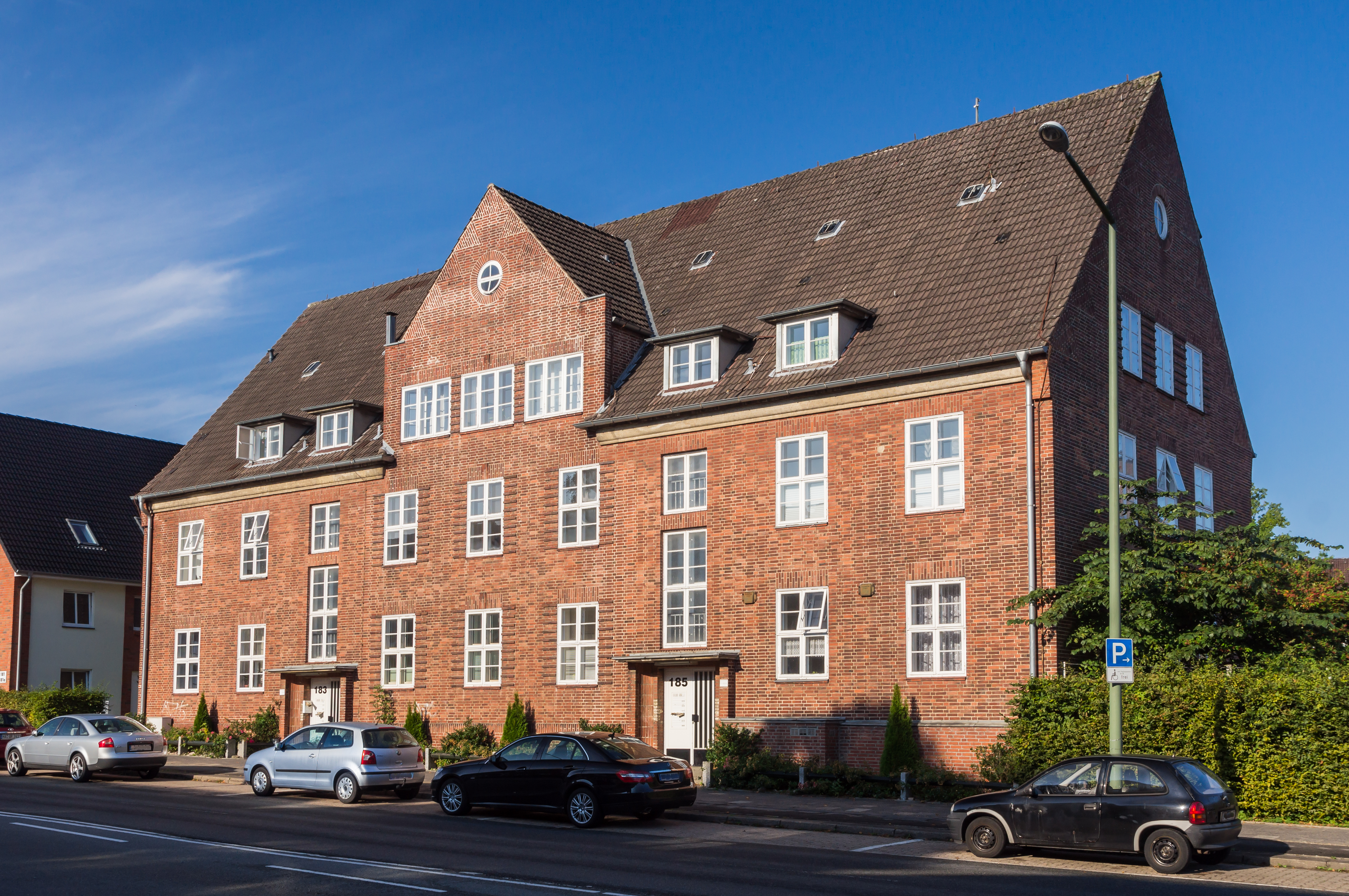
Das Stabsgebäude der Schnellbootflottille, Mürwiker Straße 183–185 in Flensburg

Die SFltl sollte nicht als geschlossener Verband eingesetzt werden. Die taktische Einheit war das Geschwader, das im Einsatz wiederum meist in zwei, manchmal in drei Divisionen aufgeteilt wurde. Die Geschwaderkommandeure waren die taktischen Führer (Officer in Tactical Command, OTC) und führten zugleich die 1. Division. Die stellvertretenden Kommandeure (S3-Stabsoffizier) führten die 2. Division und ein erfahrener Kommandant bei Bedarf die 3. Division.
Die Geschwaderstäbe bildeten ursprünglich selbständige Führungselemente auf der Bataillonsebene. 1994 fand im Rahmen der Neuausrichtung der Marine nach der Wiedervereinigung eine größere Reorganisation der Stäbe statt. Dabei wurden die Geschwaderstäbe in den Flottillenstab eingegliedert und stark verkleinert. Der Flottillenstab übernahm alle administrativen Aufgaben, während den Geschwaderkommandeuren nur ein kleines Führungselement verblieb, das als Kern eines Verbandsstabes in See dienen konnte.
Die Tender bildeten die logistische Basis der Geschwader. Es wurde davon ausgegangen, dass die Stützpunkte früh in einem Krieg zerstört werden würden. Deshalb führten die Tender Versorgungsgüter und später auch eine Systemunterstützungsgruppe (SUG) mit, die in der Lage war, auch solche Reparaturen und Wartungsarbeiten durchzuführen, für die die Boote keine eigenen Fachleute und Ersatzteile hatten. Die ursprüngliche Rolle der Tender als Führungs- und Kampfunterstützungsplattformen entfiel jedoch spätestens mit der Einführung der Bootsklassen 148 und 143.
Nach einem in den 1970er Jahren entwickelten Konzept sollten Kampfgruppen aus Booten verschiedener Klassen gebildet werden. Sie sollten vom Kommandanten eines großen Bootes (Klasse 143/143A) geführt werden, weil diese Boote mit den besseren Führungsmitteln ausgestattet waren. Als Kommandanten der großen Boote wurden deshalb Korvettenkapitäne eingesetzt, die Erfahrung als Kommandant eines kleineren Bootes (Klasse 142/148) haben sollten. Allerdings gestaltete sich die logistische Betreuung dieser Kampfgruppen als schwierig, weil die verschiedenen Typen durch die auf den jeweiligen Geschwadertendern eingeschifften SUG zu unterstützen waren. Die SUG waren nicht zur Unterstützung unterschiedlicher Bootstypen in der Lage. Das Konzept wurde deshalb bald verworfen und die Boote wurden wieder im Geschwaderrahmen eingesetzt.
Die Kommandeure des Verbandes standen im Dienstgrad eines Kapitäns zur See.

## Kommandeure
| Nr. | Name                    | Zeitraum  | Bemerkungen                                                                                                  |
| --- | ----------------------- | --------- | --- |
| 18  | Matthias Kähler         | 2005–2006 | 1997–99 Kommandeur 5. SG Als Stellvertreter mit der Wahrnehmung der Aufgaben beauftragt                      |
| 17  | Heinrich Lange          | 2004–2005 | 1995–97 Kommandeur 5. SG                                                                                     |
| 16  | Henning Hoops           | 1999–2004 | 1990–92 Kommandeur 7. SG                                                                                     |
| 15  | Jens-Volker Kronisch    | 1996–1999 | 1992–94 Kommandeur 7. SG                                                                                     |
| 14  | Hubert Haß              | 1993–1996 | 1990–92 Kommandeur 2. SG                                                                                     |
| 13  | Klaus Hecker            | 1989–1993 | 1981–84 Kommandeur 3. SG                                                                                     |
| 12  | Hans Frank              | 1987–1989 | 1981–83 Kommandeur 2. SG Später Stellvertreter des Generalinspekteurs der Bundeswehr                         |
| 11  | Jürgen Geier            | 1986–1987 | 1977–79 Kommandeur 3. SG                                                                                     |
| 10  | Heinrich Schuur         | 1981–1985 | 1974–76 Kommandeur 5. SG                                                                                     |
| 9   | Hans-Jochen Meyer-Höper | 1978–1981 | 1972–74 Kommandeur 5. SG                                                                                     |
| 8   | Gustav Carl Liebig      | 1975–1978 | 1969–71 Kommandeur 7. SG                                                                                     |
| 7   | Klaus-Jürgen Thäter     | 1973–1975 | Stellte das 5. SG mit auf. 1959 Kommandeur 1. SG und 1966–68 3. SG. Später Kommandeur der Zerstörerflottille |
| 6   | Hans-Otto Rieve         | 1970–1973 | 1961–65 Kommandeur 7. SG                                                                                     |
| 5   | Hans-Helmut Klose       | 1968–1970 | 1956 Kommandeur 1. SG Später Befehlshaber der Flotte                                                         |
| 4   | Jens Matzen             | 1964–1968 | 1956–58 Kommandeur 1. SG 1. Januar 1967 Umbenennung in Schnellbootflottille                                  |
| 3   | Bernd Klug              | 1962–1964 | |
| 2   | Carl-Heinz Birnbacher   | 1960–1962 | |
| 1   | Friedrich Kemnade       | 1958–1960 | |
|     | Jens Matzen             | 1957–1958 | Von Oktober 1957 bis August 1958 mit der Aufstellung der Flottille beauftragt                                |

## Unterstellte Verbände
Die Nummerierung der Geschwader der Bundesmarine entspricht nicht der Reihenfolge der Aufstellung, vielmehr sind traditionell Geschwader mit gerader Nummer in der Nordsee und solche mit ungerader Nummer in der Ostsee stationiert. So wurde das 3. Schnellbootgeschwader vor dem 2. aufgestellt. 1970 wurden allerdings alle Schnellboote in der Ostsee konzentriert, ohne die Nummer des 2. SG zu ändern. Damit war die Systematik durchbrochen.

### 1. Schnellbootgeschwader

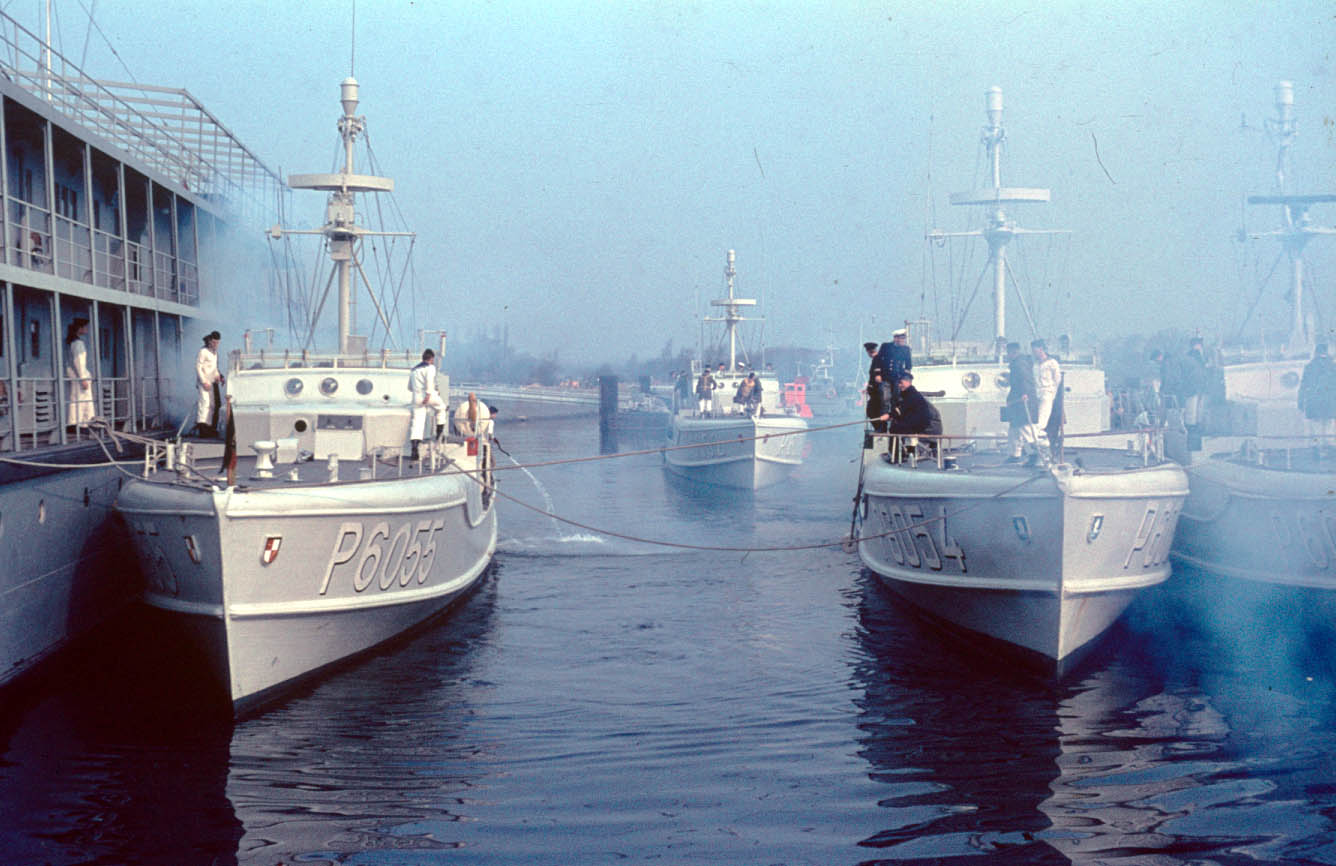
Boote des 1. SG beim Ablegen

Das 1. SG wurde am 1. April 1956 mit rückwirkendem Aufstellungsbefehl vom 25. April 1956 als Schnellboot-Lehrgeschwader unter Korvettenkapitän Hans-Helmut Klose aufgestellt. Das Geschwader wurde noch 1956 in 1. Schnellbootgeschwader umbenannt und war im Hafen Stickenhörn in Kiel-Friedrichsort stationiert. Klose blieb nur bis November 1956 Kommandeur des Geschwaders und übergab das Kommando an Jens Matzen, welcher später von Oktober 1957 bis August 1958 mit der Aufstellung der Schnellbootflottille beauftragt wurde.
Erste Einheiten waren die Boote Silbermöwe, Sturmmöwe, Wildschwan, die zuvor ebenfalls unter Kloses Kommando zum British Baltic Fishery Protection Service gehört hatten. Sie wurden am 29. Mai 1956 offiziell durch den Inspekteur der Marine, Vizeadmiral Friedrich Ruge, in Dienst gestellt. Zwei weitere Boote gleichen Typs (Eismöwe, Raubmöwe), die für den Seegrenzschutz bestellt worden waren, liefen nach dessen Auflösung dem Geschwader am 1. Juli 1956 zu. Ein sechstes Boot (Seeschwalbe), das mehrfach für technische Erprobungen umgerüstet wurde, unterstand dem 1. SG zwar formal, wurde aber nicht im Verband eingesetzt. Die fünf erstgenannten Boote der Klasse 149 blieben bis zu ihrer Außerdienststellung 1967 beim 1. SG.
In den 1960er Jahren erprobte die Bundesmarine neben deutschen Schnellbootentwicklungen auch ausländische Alternativen. Dafür wurden 1960 zwei Boote aus Norwegen – P6191 Hugin und P6192 Munin aus der Tjeld-Klasse – und 1961 zwei Boote aus Großbritannien erworben. Die Boote erfüllten jedoch nicht die in sie gesetzten Erwartungen und wurden 1964 und 1965 an die Türkei bzw. Griechenland abgegeben. Zur Unterstützung standen dem 1. SG im Stützpunkt Stickenhörn das Wohnschiff Knurrhahn und ab 1960 in See der Tender Weser zur Verfügung.
Das 1. SG hatte die Hauptaufgabe, die Besatzungen für die ab 1957 in schneller Folge zulaufenden Boote der Jaguar-Klasse auszubilden. Es nahm aber ab 1957 auch an nationalen und NATO-Manövern teil und lief bereits im Juni 1957 erstmals niederländische und britische Häfen an. Es wurde der NATO am 1. Jan. 1958 assigniert. Nach Abgabe der Erprobungsboote war das Geschwader 1965 wieder auf fünf Boote und einen Tender geschrumpft. Weil die Boote in der Ausbildung stark abgenutzt worden waren, wurden sie 1967 außer Dienst gestellt und an die Griechische Marine abgegeben, während Tender Weser an das 7. SG überstellt wurde. Das 1. SG wurde am 1. März 1967 aufgelöst.

#### Kommandeure 1. Schnellbootgeschwader
- Korvettenkapitän Hans-Helmut Klose (später Kommandeur der Schnellbootflottille): von der Aufstellung bis November 1956
- Korvettenkapitän Jens Matzen (mit der Aufstellung der Schnellbootflottille beauftragt und später Kommandeur der Schnellbootflottille): von November 1956 bis Juli 1958
- Kapitänleutnant Bernhard Wülfing: von August 1958 bis August 1959
- Kapitänleutnant Klaus-Jürgen Thäter (später Kommandeur der Schnellbootflottille): mit der Wahrnehmung der Geschäfte von August 1959 bis Dezember 1959 beauftragt
- Korvettenkapitän Reinhard Goette: von Dezember 1959 bis März 1963
- Korvettenkapitän Horst Geffers: von April 1963 bis September 1963
- Korvettenkapitän Reinhard Bucher: von Oktober 1963 bis März 1966
- Korvettenkapitän Hubert Reimann: von April 1966 bis März 1967

### 2. Schnellbootgeschwader

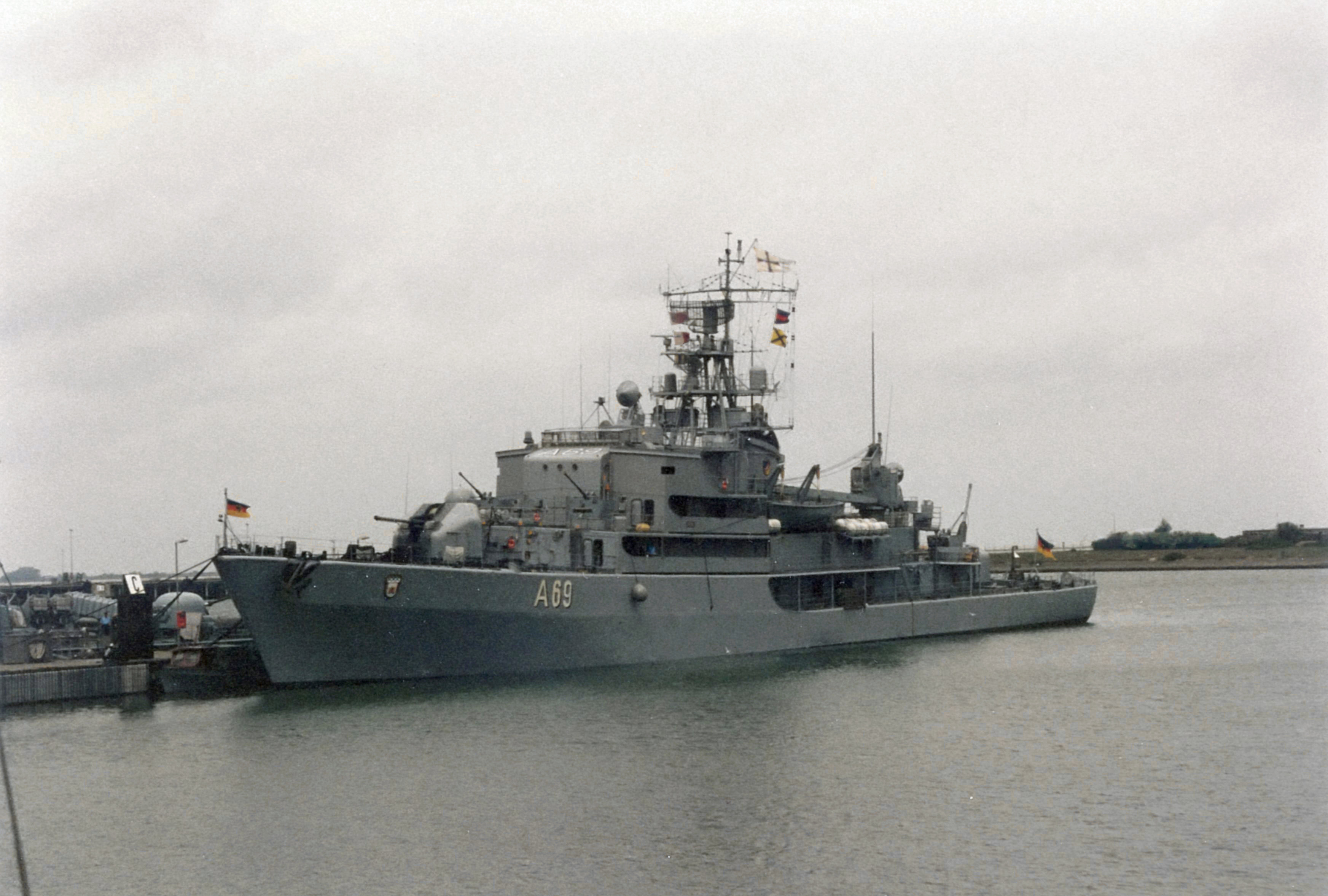
Tender Donau, 1993

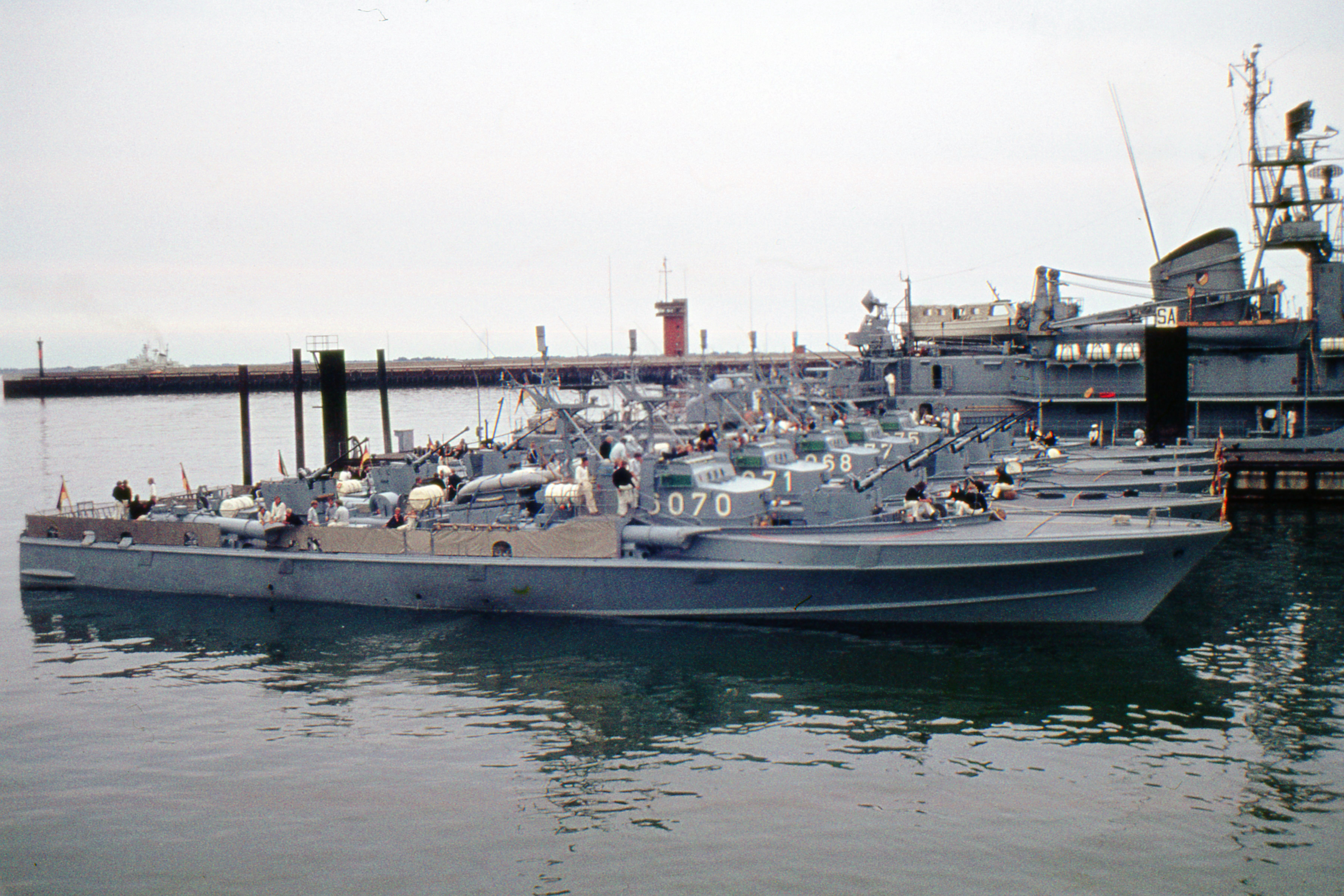
Fünf Boote der Jaguar-Klasse des Geschwaders, 1974.

Das 2. SG wurde am 1. Juni 1958 in Wilhelmshaven aufgestellt und war das einzige Schnellbootgeschwader, das zeitweise in der Nordsee stationiert war. Zwischen September 1958 und November 1959 erhielt das Geschwader zehn Neubauten der Jaguar-Klasse (Version: Klasse 141) und im April 1962 den Tender Elbe. Im Mai 1964 wurde auch der Tender Donau dem 2. SG unterstellt. Am 1. November 1970 verlegte das 2. SG in den neu gebauten Stützpunkt Olpenitz an der Ostsee.
Zwischen Juni 1975 und November 1976 wurden die Jaguar-Boote außer Dienst gestellt und an die griechische Marine abgegeben. Zwischen November 1976 und Dezember 1977 wurden als Ersatz zehn Boote der Albatros-Klasse (Klasse 143) in Dienst gestellt. Diese Boote verfügten als erste deutsche Schnellboote über ein voll integriertes Waffensystem und das Führungsmittel Link 11. Am 1. April 1982 wurde Tender Elbe an das 7. SG abgegeben.

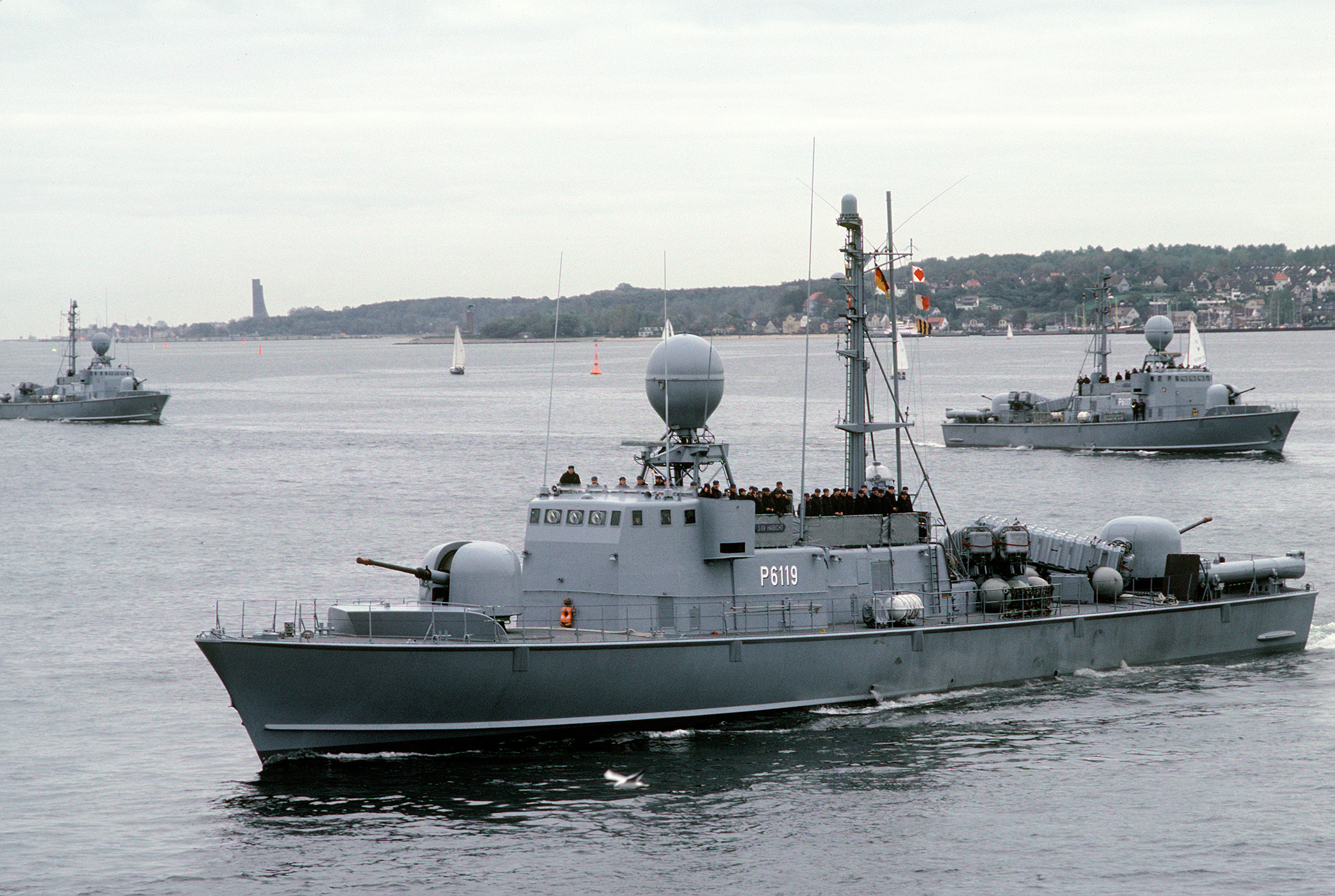
Boote der Albatros-Klasse mit „Flaggensignal F-H-G“ in Kiel einlaufend, Oktober 1985

Nach der Wiedervereinigung verlegte das 2. SG am 1. November 1994 nach Rostock-Warnemünde, wo es zusammen mit dem 7. SG und dem Stab der SFltl stationiert war. Am 1. Dezember 1994 wurde der Tender Donau an die Türkei abgegeben und durch ein gleichnamiges Schiff der Klasse 404 ersetzt. Am 1. Oktober 1999 tauschten das 2. und das 7. SG die Hälfte ihrer Boote gegeneinander aus, so dass das 2. SG nunmehr aus jeweils fünf Booten der Klassen 143 und 143A (Gepard-Klasse) bestand.
Im Juni 2006 wurde das 2. SG bei gleichzeitiger Aufstellung des 1. Korvettengeschwaders (1. KG) außer Dienst gestellt. Von den Booten der Klasse 143 wurden sechs an Tunesien abgegeben, während vier in Deutschland aufliegen und zur Verwertung anstehen. Die Boote der Klasse 143A wurden wieder im 7. SG zusammengefasst. Die Donau (A 516) wurde an das 1. KG abgegeben.
Das Geschwadermotto lautete „Fröhlich, heiter und gelassen“ und wurde beim Ein- und Auslaufen durch das Flaggensignal F-H-G angezeigt.

#### Kommandeure 2. Schnellbootgeschwader
Quelle: Schnellbootflottille: Broschüren mit den Jahresberichten der Schnellbootflottille 1988 bis 2005.
- Fregattenkapitän Gerhard Meyering: von der Aufstellung bis September 1961
- Fregattenkapitän Fritz Schay: von Oktober 1961 bis September 1964
- Fregattenkapitän Carl Hoffmann: von Oktober 1964 bis März 1965
- Fregattenkapitän Rudolf Arendt: von März 1965 bis Oktober 1967
- Fregattenkapitän Hans Zeitz: von Oktober 1967 bis Dezember 1969
- Fregattenkapitän Helmut Kleve: von Dezember 1969 bis Mai 1972
- Fregattenkapitän Hans-Georg Tetzlaff: von Mai 1972 bis Dezember 1974
- Fregattenkapitän Christian Giermann: von Dezember 1974 bis Mai 1979
- Fregattenkapitän Klaus Jancke: von Juni 1979 bis März 1981
- Fregattenkapitän Hans Frank (später Kommandeur der Schnellbootflottille): von März 1981 bis September 1983
- Fregattenkapitän Rüdiger Kubalek: von Oktober 1983 bis Mai 1986
- Fregattenkapitän Arndt Boonstoppel: von Mai 1986 bis September 1987
- Fregattenkapitän Rainer Feist: von September 1987 bis Oktober 1990
- Fregattenkapitän Hubert Haß (später Kommandeur der Schnellbootflottille): von Oktober 1990 bis April 1992
- Fregattenkapitän Axel Seemann: von April 1992 bis Januar 1994
- Fregattenkapitän Klaus Beyer: von Januar 1994 bis Oktober 1996
- Fregattenkapitän Andreas Vollers: von Oktober 1996 bis März 1999
- Fregattenkapitän Thomas von Buttlar: von März 1999 bis August 2001
- Fregattenkapitän Jean Martens: von August 2001 bis April 2003
- Fregattenkapitän Thomas Daum: von April 2003 bis November 2004
- Fregattenkapitän Volker Gelhausen: von November 2004 bis Juni 2006

### 3. Schnellbootgeschwader
Das 3. SG wurde am 1. Oktober 1957 in Flensburg-Mürwik (vgl. Marinestützpunktkommando Flensburg-Mürwik) aufgestellt. Zwischen November 1957 und Juli 1959 erhielt das Geschwader als erstes Schnellbootgeschwader zehn Neubauten der Jaguar-Klasse (Version: Klasse 140). 1963 stieß außerdem der Tender Rhein als Typschiff der Klasse 401 zum 3. SG. Obwohl anfangs die Verlegung in einen an der Flensburger Außenförde bei Langballig geplanten neuen Stützpunkt vorgesehen war, blieb das Geschwader bis zu seiner Außerdienststellung in Flensburg.
1971 wurden die vier besterhaltenen Boote, Wolf, Iltis, Tiger und Löwe, an das 5. SG abgegeben, dafür kamen von dort die vier Boote Reiher, Weihe, Pinguin, Kranich, die zuerst mit denen des 3. SG ausgemustert wurden.

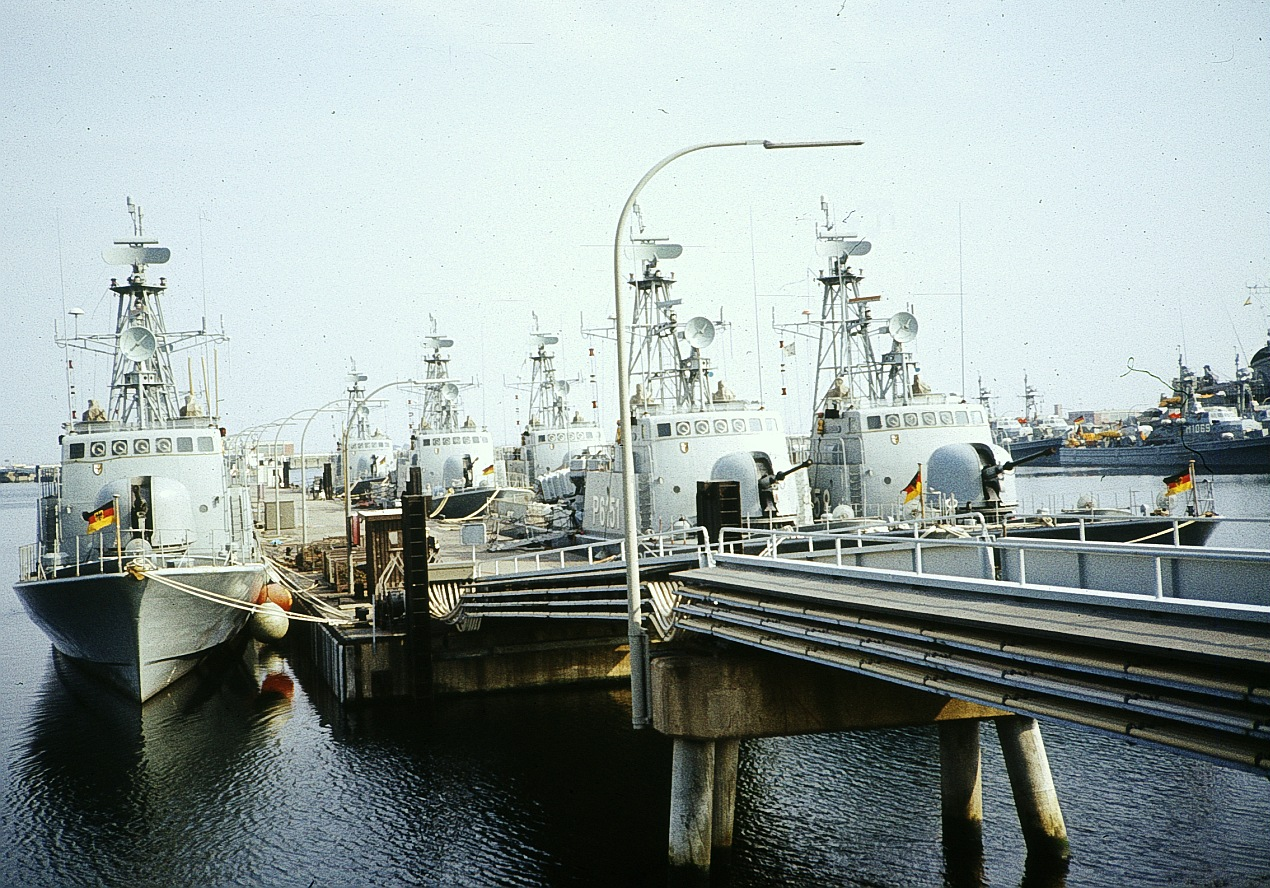
Schnellboote der Tiger-Klasse Anfang der 1980er Jahre in Olpenitz

Von Oktober 1972 bis Januar 1974 wurden die Boote durch zehn der Tiger-Klasse (Klasse 148) ersetzt. Diese Boote waren die ersten deutschen Schnellboote mit einer Flugkörperbewaffnung gegen Seeziele, die aus je vier Flugkörpern des Typs MM 38 Exocet bestand.
Im Juni 1992 wurde Tender Rhein außer Dienst gestellt und zum Abbruch verkauft. Als Ersatz wurde im September 1993 ein gleichnamiges Schiff der Klasse 404 in Dienst gestellt. Als erstes Boot der Tiger-Klasse wurde im Oktober 1992 S 42 Iltis an Griechenland übergeben. Bei der Außerdienststellung des 3. SG im September 1998 wurden mit Ausnahme des zu verwertenden S 50 Panther alle Fahrzeuge weiterverwandt. Fünf Boote wurden an das 5. SG übergeben, je zwei nach Griechenland und Chile und eins nach Ägypten. Tender Rhein kam zum 3. Minensuchgeschwader.

#### Kommandeure 3. Schnellbootgeschwader
- Korvettenkapitän Heinz Haag: von der Aufstellung bis August 1959
- Korvettenkapitän Bernhard Wülfing (ehem. Kommandeur des 1. SG): von August 1959 bis Januar 1962
- Korvettenkapitän Karl-Friedrich Künzel: von Januar 1962 bis März 1963
- Fregattenkapitän Günter Dobenecker: von April 1963 bis September 1966
- Korvettenkapitän Klaus-Jürgen Thäter (ehem. Kommandeur des 1. SG und später Kommandeur der Schnellbootflottille): von Oktober 1966 bis September 1968
- Korvettenkapitän Egon Kruse: von Oktober 1968 bis März 1971
- Fregattenkapitän Hans Meiburg: von April 1971 bis Januar 1974
- Fregattenkapitän Klaus Ehlert: von Januar 1974 bis März 1977
- Fregattenkapitän Jürgen Geier (später Kommandeur der Schnellbootflottille): von April 1977 bis Januar 1979
- Fregattenkapitän Kurt Harald Jacobi: von Februar 1979 bis März 1981
- Fregattenkapitän Klaus Hecker (später Kommandeur der Schnellbootflottille): von April 1981 bis 1984
- Fregattenkapitän Günter Porrio: von 1984 bis 1986
- Fregattenkapitän Jürgen Poesze: von 1986 bis 1987
- Fregattenkapitän F. W. von Krosigk: von 1988 bis 1990
- Fregattenkapitän L. Kampschulte: von 1991 bis 1992
- Fregattenkapitän Karl Erich Houtrouw: von 1993 bis 1994
- Fregattenkapitän Jürgen Mannhardt: von 1995 bis 1996
- Fregattenkapitän Gert Weber: von 1996 bis 1998

### 5. Schnellbootgeschwader

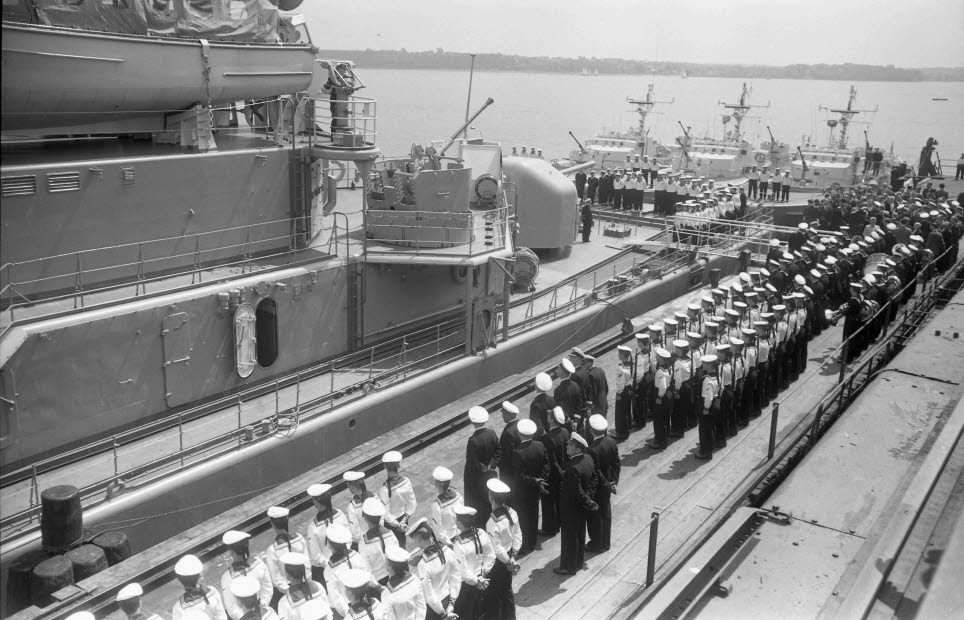
Flottenparade zur Indienststellung des Tenders Main, Friedrichsort, 29. Juni 1963.

Das 5. SG wurde am 1. Oktober 1959 in Neustadt in Holstein aufgestellt. Es erhielt zwischen Oktober 1959 und März 1961 zehn Boote der Jaguar-Klasse (Version: Klasse 140). Ab April 1964 stand der Tender Main (Klasse 401) dem Geschwader zur Verfügung. Ende 1961 wurde das Geschwader der NATO unterstellt. Am 1. Februar 1968 verlegte das 5. SG in den neuen Stützpunkt Olpenitz, wo es bis zur Außerdienststellung verblieb. 1971 wurden vier Boote mit dem 3. SG getauscht. Die Boote der Jaguar-Klasse wurden zwischen Mitte 1974 und Ende 1975 außer Dienst gestellt.

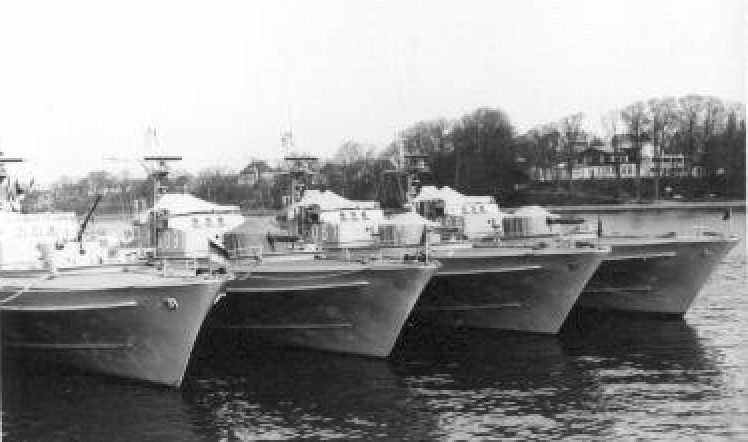
Boote der Jaguar-Klasse des 5. SG im Stützpunkt Neustadt, etwa 1960

Zwischen Juni 1974 und August 1975 liefen als Ersatz zehn Boote der Tiger-Klasse (Klasse 148) zu. Sie bildeten bis zur Außerdienststellung des Geschwaders dessen Bootsbestand. Tender Main wurde 1993 außer Dienst gestellt und im Juni 1994 durch einen Neubau gleichen Namens (Klasse 404) ersetzt. Als erstes Boot wurde 1992 S 52 Storch, das lange als Erprobungsträger für verschiedene Systeme gedient hatte, außer Dienst gestellt und an Griechenland abgegeben. Zwischen 1994 und 1998 folgten vier weitere Boote, die an Griechenland und Chile gingen. Als Ersatz kamen 1998 fünf Boote des 3. SG hinzu und komplettierten das 5. SG wieder.
Zwischen 2000 und 2002 wurden alle Boote außer Dienst gestellt und an Griechenland und Ägypten abgegeben. Drei Boote wurden verschrottet. Tender Main wurde bei der Außerdienststellung des Geschwaders im Dezember 2002 zunächst dem 2. SG unterstellt, bevor er später nach Umbaumaßnahmen dem 1. U-Geschwader unterstellt wurde.

#### Kommandeure des 5. Schnellbootgeschwaders
Quelle: Broschüre 40 Jahre 5. Schnellbootgeschwader
- Korvettenkapitän Klaus-Jürgen Thäter (später Kommandeur der Schnellbootflottille): mit der Wahrnehmung der Geschäfte von Oktober 1959 bis Dezember 1959 beauftragt
- Korvettenkapitän Wolfgang Benzino: mit der Wahrnehmung der Geschäfte von Dezember 1959 bis März 1960 beauftragt
- Fregattenkapitän Günter Rabe: von April 1960 bis Dezember 1961
- Fregattenkapitän Albert Müller: von Januar 1962 bis September 1964
- Korvettenkapitän Ernst-Günther Müller: von Oktober 1964 bis März 1967
- Fregattenkapitän Hubert Reimann: von März 1967 bis September 1968
- Fregattenkapitän Hans-Jürgen Marschall: von Oktober 1968 bis September 1970
- Fregattenkapitän Roland Heß: von Oktober 1970 bis September 1972
- Fregattenkapitän Hans-Jochen Meyer-Höper (später Kommandeur der Schnellbootflottille): von Oktober 1972 bis September 1974
- Fregattenkapitän Heinrich Schuur (später Kommandeur der Schnellbootflottille): von Oktober 1974 bis März 1976
- Fregattenkapitän Otto Ciliax: von April 1976 bis Februar 1978
- Fregattenkapitän Christian Dobberthien: von Februar 1978 bis März 1980
- Fregattenkapitän Peter Ruhnke: von April 1980 bis September 1982
- Fregattenkapitän Wolf-Rüdiger Lietzau: von September 1982 bis September 1984
- Fregattenkapitän Norbert Dziambor: September 1984 bis September 1985
- Fregattenkapitän Hartmut Hechtfisch: von September 1985 bis September 1987
- Fregattenkapitän Jürgen Oelrich: von September 1987 bis März 1990
- Fregattenkapitän Helmut Erb: von März 1990 bis Januar 1992
- Fregattenkapitän Hans-Peter Schweichler: von Januar 1992 bis September 1993
- Fregattenkapitän John Schamong: von September 1993 bis August 1995
- Fregattenkapitän Heinrich Lange (später Kommandeur der Schnellbootflottille): von August 1995 bis März 1997
- Fregattenkapitän Matthias Kähler (später Kommandeur der Schnellbootflottille): von März 1997 bis Februar 1999
- Fregattenkapitän Helmut von Schroeter: von Februar 1999 bis März 2001
- Fregattenkapitän Lennart Steen: von März 2001 bis Dezember 2002

### 7. Schnellbootgeschwader

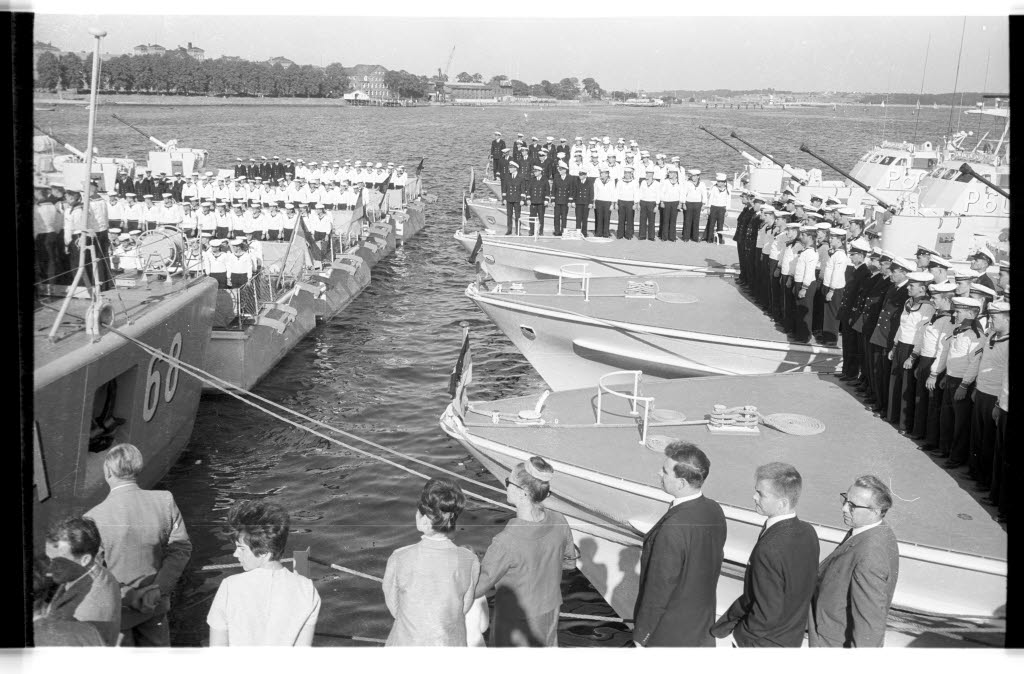
Flottenparade zur Indienststellung des Tenders Werra, Friedrichsort, 2. September 1964

Das 7. SG wurde in Kiel-Wik am 1. April 1961 als letztes der Schnellbootgeschwader der Bundesmarine aufgestellt. Es wurde mit Booten der Zobel-Klasse (Klasse 142), einer Weiterentwicklung der Jaguar-Klasse, ausgerüstet. Die Boote hatten eine ABC-Schutzanlage und verbesserte Motorisierung. Der Zulauf der Boote erfolgte erst acht Monate später und war bis zum Oktober 1963 abgeschlossen. Als Tender erhielt das Geschwader 1963 die Neckar und 1964 die Werra zugewiesen (zeitweise auch Weser). Einer der beiden Tender des 7. SG war für den Kriegsfall als Führungsschiff der Flottille vorgesehen.
Zwischen 1969 und 1972 wurden die Boote zur Klasse 142 mod. umgerüstet. Sie erhielten drahtgelenkte Torpedos des Typs DM 2A1 (Seeaal) und eine radargesteuerte Feuerleitanlage für die beiden 40 mm-Geschütze und die Torpedos. 1982 wurde Tender Werra an das Minenabwehrgeschwader Nordsee abgegeben und durch den vom 2. SG kommenden Tender Elbe ersetzt.

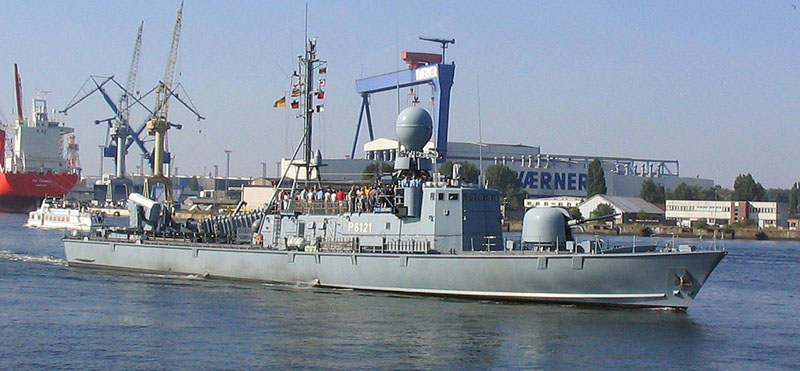
Schnellboot S 71 Gepard der gleichnamigen Klasse

1982 bis 1984 wurden die Boote der Zobel-Klasse durch Flugkörperschnellboote der Gepard-Klasse (Klasse 143A) ersetzt. Die Klasse 143A war eine Modifizierung der Klasse 143 mit erheblich verbesserter Elektronik und Minenlegefähigkeit. Das vorgesehene Flugabwehrraketensystem RAM war aber erst etwa 10 Jahre später einsatzbereit.
Am 15. Juni 1987 wurde der Tender Neckar (A 66) in internationalen Gewässern vor der Oblast Kaliningrad in der Ostsee versehentlich von mehreren Granaten getroffen, die eine polnische Korvette der Tarantul-Klasse zuvor im Rahmen einer Flugabwehrübung in der Ostsee abgeschossen hatte. Dabei wurden drei Soldaten verletzt und es entstand ein Sachschaden in Höhe von 560.000 DM. Die Neckar, die ein Übungsschießen von Marinen der Warschauer-Pakt-Staaten beobachtet hatte, befand sich dabei in der Schusslinie der 1983 in Dienst gestellten polnischen Flugkörperkorvetten ORP Górnik (434) und ORP Hutnik (435). Die deutsche Bundesregierung legte am 16. Juni 1987 aufgrund des Zwischenfalls Protest ein.
Im Oktober 1994 wurde das 7. SG in den Stützpunkt Rostock-Warnemünde verlegt, wo alle verbliebenen Schnellboote konzentriert wurden. Am 1. Oktober 1999 tauschten das 2. und das 7. SG die Hälfte ihrer Boote gegeneinander aus (s. o.), nach der Außerdienststellung des 2. SG kehrten die Boote der Gepard-Klasse wieder zum 7. SG zurück. Am 29. Juni 2006 wurde das 7. SG nach der Außerdienststellung der Schnellbootflottille als einziges verbliebenes Schnellbootgeschwader der in Kiel aufgestellten Einsatzflottille 1 unterstellt. Am 4. Juli 2016 ging das Geschwader aus der Fahrbereitschaft. Die verbliebenen Schnellboote wurden zusammen mit dem Geschwader am 16. November 2016 außer Dienst gestellt und die Tender dem neu gebildeten Unterstützungsgeschwader unterstellt.

#### Kommandeure des 7. Schnellbootgeschwaders
- Korvettenkapitän Albert Müller (später Kommandeur des 5. SG): von der Aufstellung bis Dezember 1961
- Fregattenkapitän Hans-Otto Rieve (später Kommandeur der Schnellbootflottille): von Dezember 1961 bis März 1965
- Fregattenkapitän Siegfried Roesner: von April 1965 bis Dezember 1967
- Fregattenkapitän Alfred Werner: von Januar 1968 bis Dezember 1969
- Fregattenkapitän Gustav Liebig (später Kommandeur der Schnellbootflottille): von Dezember 1969 bis September 1971
- Fregattenkapitän Siegfried Günther: von September 1971 bis Juni 1974
- Fregattenkapitän Wulf Hornung: von Juni 1974 bis Januar 1977
- Fregattenkapitän Dietmar Bausch: von Februar 1977 bis Februar 1980
- Fregattenkapitän Hermann Brannolte: von Februar 1980 bis März 1983
- Fregattenkapitän Uwe Bruhns: von März 1983 bis Juni 1984
- Fregattenkapitän Wilfried Stallmann: von Juni 1984 bis März 1987
- Fregattenkapitän Karl-Heinz Struve: von März 1987 bis Dezember 1988
- Fregattenkapitän Henning Hoops (später Kommandeur der Schnellbootflottille): von September 1990 bis 1992
- Fregattenkapitän Jens-Volker Kronisch (später Kommandeur der Schnellbootflottille): von 1992 bis 1994
- Fregattenkapitän Grothe: von 1994 bis 1997
- Fregattenkapitän Rainer Brinkmann: 1998/99
- Fregattenkapitän Andreas Ullmann: von 1999 bis 2001 (tödlich verunglückt)
- Fregattenkapitän Uwe Schmidt: 2001/02 (an einem Herzinfarkt verstorben)
- Fregattenkapitän Görz Meiert: von Januar 2002 bis Oktober 2003
- Fregattenkapitän Markus Behnert: von Oktober 2003 bis Juni 2005
- Fregattenkapitän Gunnar Jopp: von Juli 2005 bis Mai 2007
- Fregattenkapitän Andreas Jungmann: von Mai 2007 bis März 2009
- Fregattenkapitän Stephan Haisch: von April 2009 bis Juni 2011
- Fregattenkapitän Christian Meyer: von Juni 2011 bis September 2013
- Fregattenkapitän Jörn Rühmann: von September 2013 bis November 2016

## Auftrag und Ausrüstung
Die Schnellboote hatten im Wesentlichen den strategischen Zweck, den Seestreitkräften des Warschauer Pakts die drei Ostseeausgänge (Öresund, Großer Belt, Kleiner Belt) zu verlegen und amphibische Landungen zu verhindern.

### Einsatzkonzepte und Waffensysteme

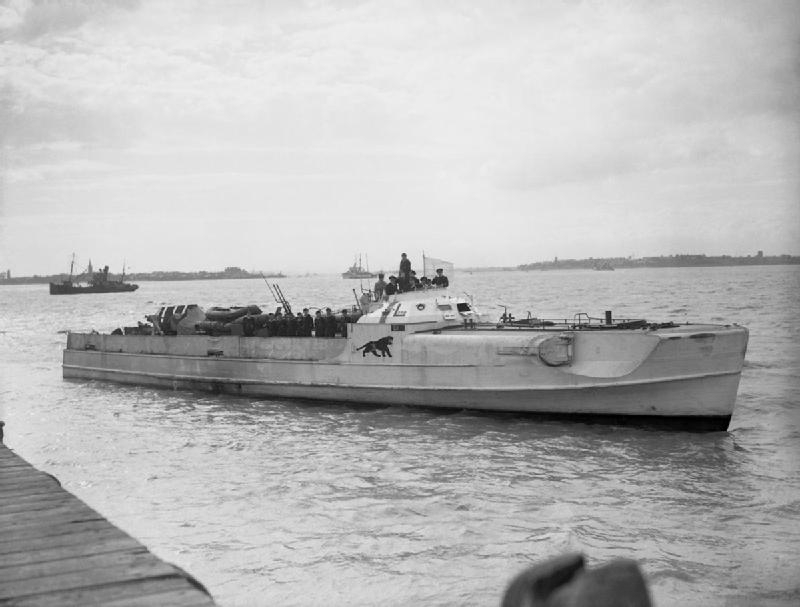
Deutsches Schnellboot S 204 bei der Kapitulation

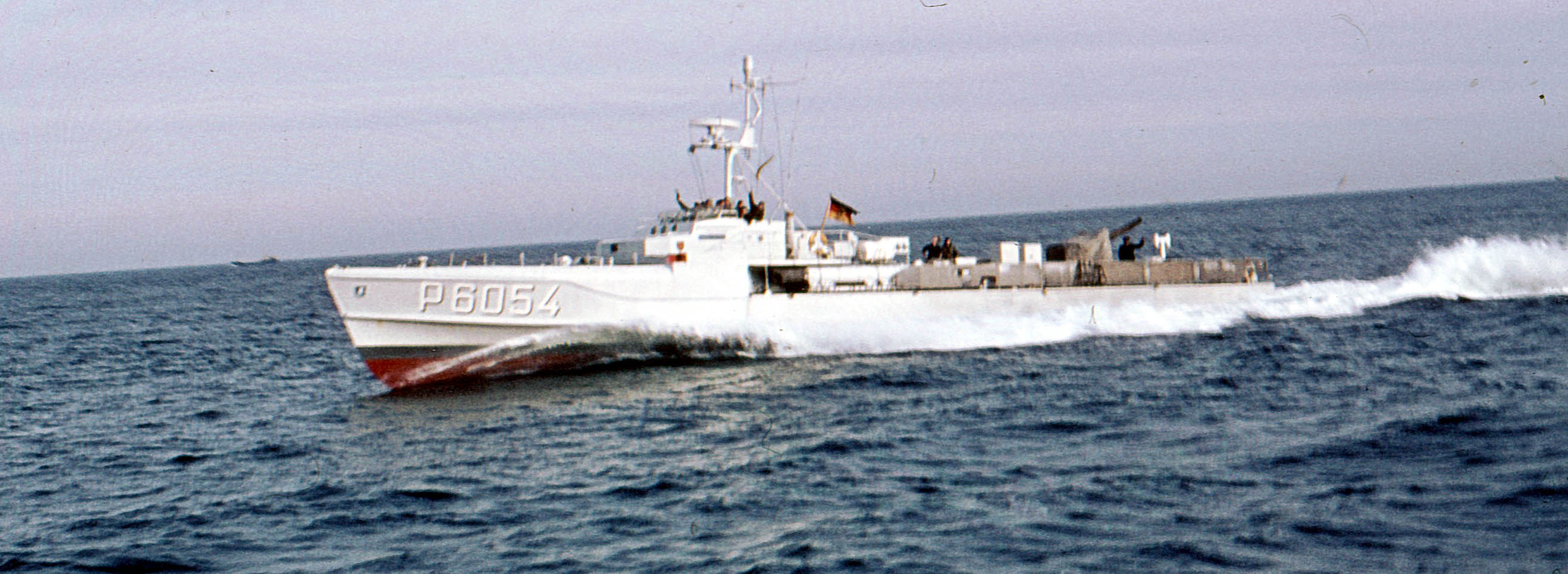
Schnellboot Wildschwan 1965

Die Schnellboote sollten entsprechend der Konzeption der Bundesmarine vor allem der Bekämpfung von Überwasserzielen dienen. Ursprünglich war ein offensiver Einsatz zur Unterstützung einer Landung im Rücken des Gegners im Ostseebereich vorgesehen. Als Anfang der 1960er Jahre eine solche Landung zunehmend unrealistisch erschien, wurde die Abwehr gegnerischer Landungsverbände Hauptaufgabe der Boote. Dabei kam der Fähigkeit, Minen zu legen, eine besondere Rolle zu. Nach 1990 verloren diese Aufgaben an Bedeutung und die Schnellboote wurden für Überwachungs- und Geleitaufgaben im Rahmen von Auslandseinsätzen der Marine verwandt.
Bei ihrem Wiederaufbau griff die Marine zunächst auf im Zweiten Weltkrieg bewährte Schiffskonzepte zurück, die gemäß dem technischen Stand der 1950er-Jahre modifiziert wurden. Bei den Booten der Jaguar-Klasse wurden insbesondere die Einsatzerfahrungen aus den Kämpfen mit britischen Überwasserkräften im Ärmelkanal gegen Kriegsende berücksichtigt. Dabei wurde vor allem auf Seetüchtigkeit und Artilleriebewaffnung geachtet. Die anfangs schwache Sensorenausstattung wurde mehrfach nachgebessert. Es zeigte sich jedoch bald, dass das Hauptproblem in den geradeaus laufenden Torpedos als Hauptwaffensystem bestand. Deren mangelnde Reichweite machte es erforderlich, tief in die Reichweite der Waffen des Gegners einzudringen, was angesichts der im Vergleich zum vorangegangenen Krieg weit verbreiteten Überwachungs- und Feuerleitradarsysteme zu hohen Verlusten führen würde (s. a. Jaguar-Klasse, Taktik). Außerdem gelang es dem erwarteten Gegner Sowjetunion, gleichzeitig mit der Einführung der Jaguar-Boote, seinerseits die ersten Schnellboote mit Flugkörpern auszurüsten. Damit waren die deutschen Boote bereits zum Zeitpunkt ihrer Indienststellung technisch überholt.

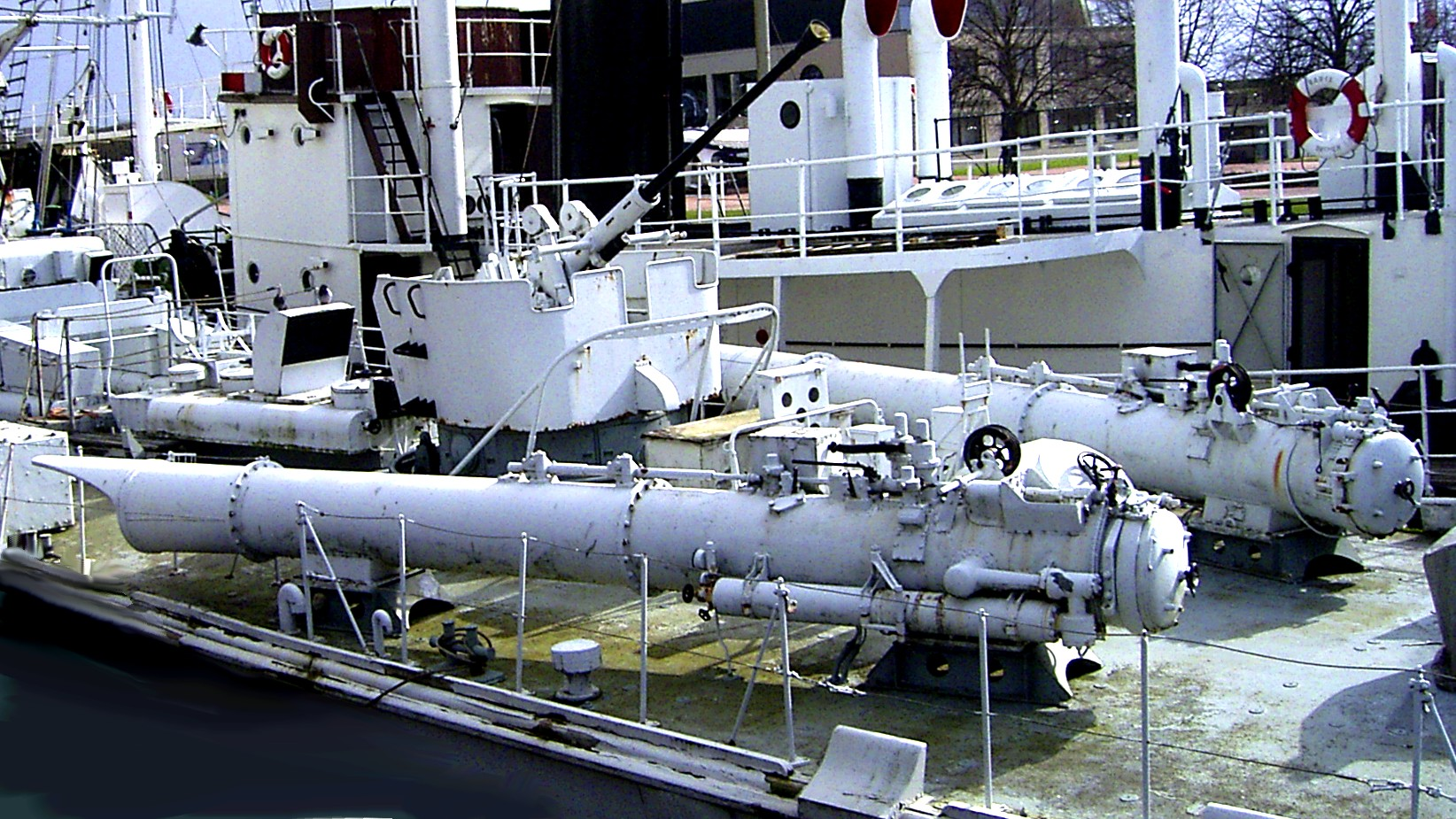
Torpedorohre und 40-mm-Geschütz auf einem Boot der Jaguar-Klasse

Vor diesem Hintergrund gab es bereits früh in den 1960er-Jahren Überlegungen zu neuen Bootstypen mit verbesserter Bewaffnung. In einem ersten Schritt wurden die Boote der Zobel-Klasse modernisiert, indem sie weitreichende, drahtgelenkte Torpedos und eine radargesteuerte Feuerleitanlage erhielten. Eine erheblich leistungsfähigere Bootsklasse 143 sollte über Seeziel-Flugkörper, drahtgelenkte Torpedos und eine stärkere Flugabwehr, möglichst auch mit Flugkörpern, verfügen. Außerdem sollte sie eine moderne integrierte Waffenanlage bekommen, die den automatisierten Waffeneinsatz im Geschwaderverbund möglich machen sollte. Parallel fanden Erprobungen verschiedener Bootstypen und Waffensysteme statt, von denen später jedoch keines eingeführt wurde.
Da sich das anspruchsvolle Vorhaben Klasse 143 verzögerte und spätestens der erfolgreiche Angriff ägyptischer Raketenschnellboote sowjetischer Produktion auf den israelischen Zerstörer Eilat im Sechstagekrieg 1967 verdeutlichte, dass die Bundesmarine dringenden Bedarf an modernen Booten hatte, wurde beschlossen, im Ausland eine schnelle Beschaffung von Flugkörperschnellbooten einzuleiten. Dabei wurden gegenüber der Klasse 143 reduzierte Leistungen im Bereich der integrierten Waffenanlage, der Torpedos und des ABC-Schutzes in Kauf genommen. Die Wahl fiel auf den französischen Typ La Combattante II, der auf einen Lürssen-Entwurf zurückging. Von diesen Booten wurden 20 gekauft und zwischen 1973 und 1975 unter der Bezeichnung Klasse 148 in Dienst gestellt. Sie waren die ersten Träger von Seeziel-Flugkörpern in der Bundesmarine.
Ab April 1976 bis Ende 1977 konnten schließlich zehn Boote der Klasse 143 in Dienst gestellt werden. Sie entsprachen weitgehend den ursprünglichen Planungen, wobei sie an Stelle von Flugabwehr-Flugkörpern mit zwei 76-mm-Geschützen ausgerüstet waren. Die Boote waren erheblich größer als die vorherigen Klassen. Ihre größte Stärke war das neuartige Führungs- und Waffeneinsatzsystem (FüWeS) AGIS (Automatisches Gefechts- und Informationssystem für Schnellboote), das im Verband den Datenaustausch und die Koordination des Waffeneinsatzes ermöglichte.

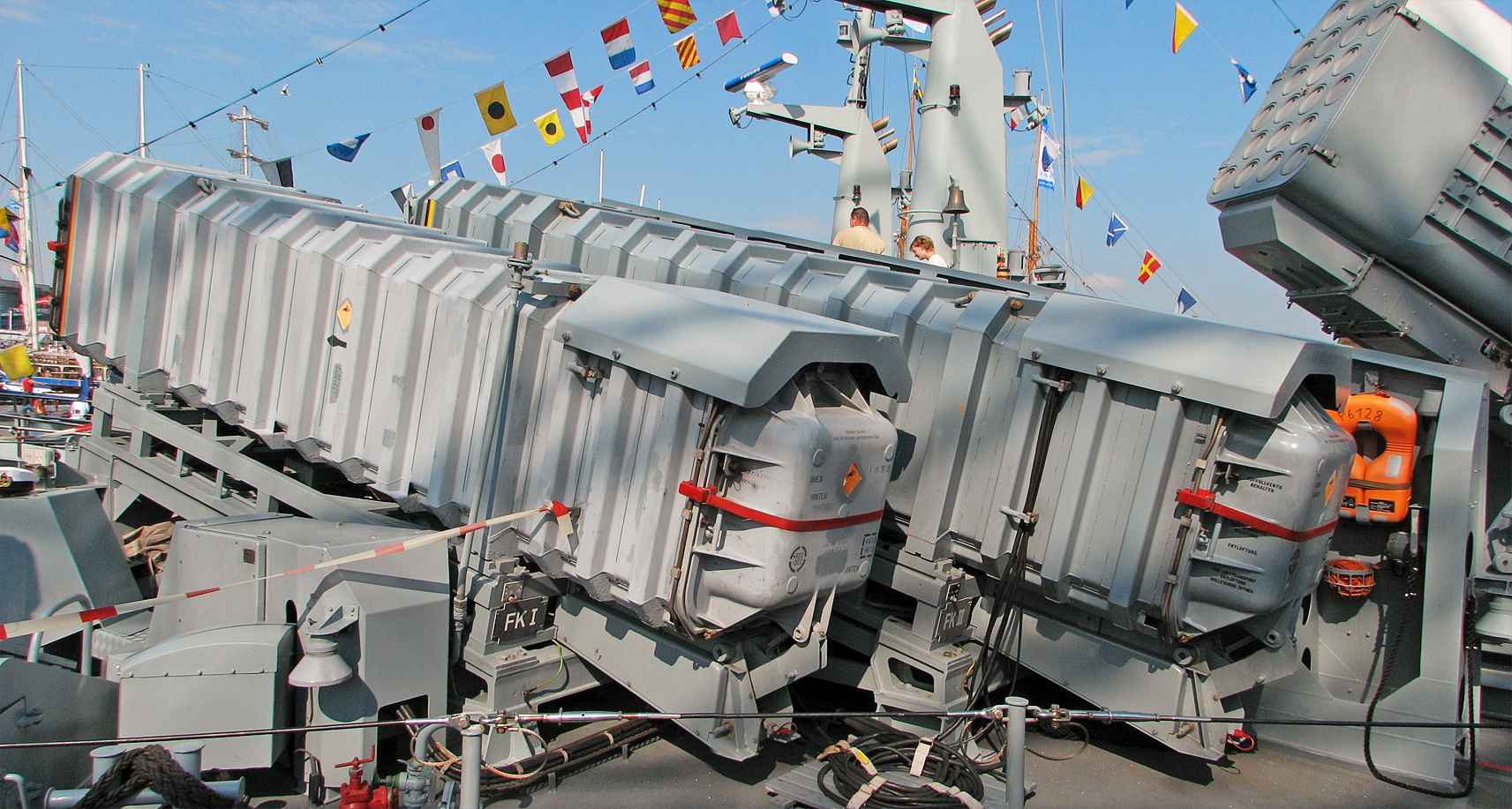
Die beiden FK-Systeme RAM (rechts im Mehrfachstarter) und MM38 (in Einzelbehältern) auf S 78 Ozelot

Mit dem Zulauf der Klassen 148 und 143 war die Kampfkraft der Schnellboote erheblich gestärkt worden. Die Flottille verfügte jetzt über dreißig Boote mit je vier Flugkörpern MM38 Exocet und über zwanzig Boote mit je 2 drahtgelenkten Torpedos DM2 A1. Allerdings hatte sich die Minenlegefähigkeit erheblich reduziert. Verfügten die Klassen 140, 141 und 142 noch über je 40 m Minenschienen mit einer Kapazität von bis zu dreißig Minen verschiedener Typen, so konnten die 148er-Boote nur noch sechs bis acht und die Klassen 142 mod. und 143 überhaupt keine Minen mehr mitführen – erst der als Klasse 143A bezeichnete Nachfolger der Klasse 142 mod. wurde wieder mit Minenschienen für etwa 30 Minen ausgestattet. Außerdem konnte später mit dem System RAM ein Flugkörperabwehr-Flugkörper eingeführt werden. Dafür wurde auf die Torpedorohre verzichtet. Die Klasse 143A stellt damit den Abschluss der deutschen Schnellbootentwicklung dar.
Mitte der 1980er-Jahre wurde mit der Modernisierung und Kampfwertsteigerung der Klasse 148 begonnen. Dazu gehörte der Einbau einer Link-11-Anlage PALIS, die den Datenaustausch mit den Booten der Klassen 143/143A erlaubte. Nach und nach folgten neue Feuerleit- und Suchradare und auf einem Teil der Boote eine neue Anlage zur elektronischen Kampfführung. Mit dieser modernen Ausrüstung und vor allem den leistungsfähigen Führungsmitteln waren die Verbände der SFltl spätestens in der zweiten Hälfte der 1980er-Jahre in der Lage, ihren Verteidigungsauftrag in der gegebenen Geografie mit guten Erfolgsaussichten auch gegen einen zahlenmäßig überlegenen Gegner zu erfüllen.
Die 1990 eingetretene Lageveränderung machte diesen Verteidigungsauftrag hinfällig. An seine Stelle traten Einsätze zur Konfliktverhütung und Krisenbewältigung in entfernten Regionen. Dafür waren die Schnellboote nur bedingt geeignet. Die relativ geringe Reichweite, die Abhängigkeit von einem Tender, die technische Auslegung für kühle Gewässer und die begrenzte Seefähigkeit in offenen Ozeanen schränkten ihre Einsatzmöglichkeiten ein. Als kleine Plattformen mit hoher Geschwindigkeit und starker Bewaffnung waren sie allerdings gut in der Lage, Aufgaben in Küstennähe zu übernehmen. So wurden die Boote der Gepard- und Albatros-Klasse für Geleit- und Sicherungsaufgaben am Horn von Afrika und in der Straße von Gibraltar eingesetzt. Auch bei der Küsten- und Seeraumüberwachung vor der libanesischen Küste haben sie sich bewährt.

### Nicht verwirklichte Projekte
Außer diesen realisierten Projekten untersuchte die SFltl eine Anzahl von Alternativen, darunter auch größere Vorhaben, die aus unterschiedlichen Gründen nicht verwirklicht wurden.

#### Kleine SchnellbooteKlassen 150und151
Bei diesen beiden Projekten handelte es sich um Planungen für Boote von 50 bzw. 70 ts, die nach der Beschaffung von Booten der Klassen 152 und 153 eingestellt wurden.

#### ErprobungsbooteKlassen 152und153

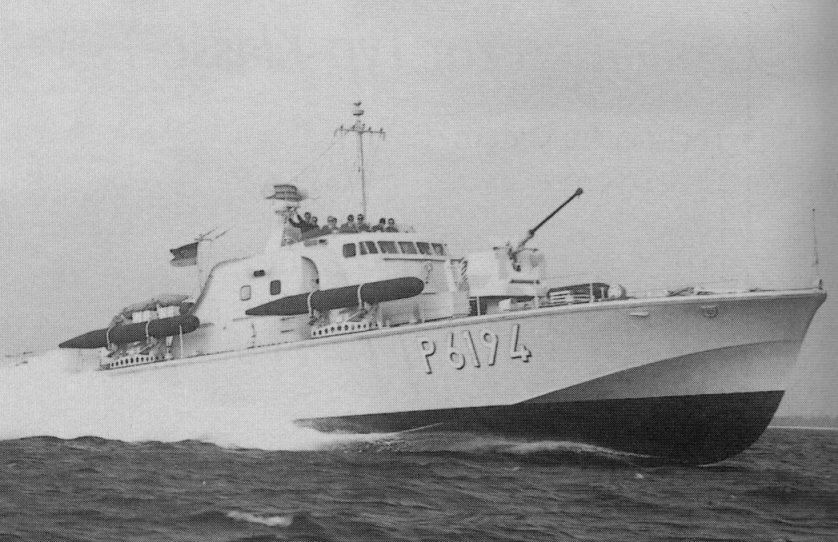
Schnellboot Strahl mit Torpedos in Abwurfeinrichtung

Als Alternative für die in Deutschland favorisierten Verdrängerboote wurden in der ersten Hälfte der 1960er-Jahre je zwei britische und norwegische Schnellboote beschafft. Nach den Erfahrungen mit diesen Booten wurde die Beschaffung von Gleiterbooten aufgegeben.
Die norwegischen Boote der Nasty-Klasse (Klasse 152) wurden als Hugin und Munin von 1960 bis 1964 erprobt. Sie sollten eine ähnlich Bewaffnung tragen wie die Jaguar-Boote, jedoch kleiner und schneller sein. Weder Reichweite noch Seeverhalten entsprachen jedoch den Anforderungen für den Einsatz in der Ostsee. Die Boote wurden 1965 an die Türkei abgegeben.
Die nach ihrer britischen Bauwerft als Vosper-Klasse (Klasse 153) bezeichneten Boote Pfeil und Strahl waren mit ihrem Gasturbinenantrieb noch schneller als Hugin und Munin und konnten bei ruhiger See bis zu 60 kn laufen. Sie wurden von 1962 bis 1965 mit einem ähnlichen Ergebnis erprobt wie die Nasty-Klasse und anschließend an Griechenland abgegeben.

#### Großes KampfbootKlasse 130
Bereits etwa 1962 wurde als Alternative zur Fortentwicklung der bisherigen Schnellboote ein größerer Typ mit der Bezeichnung Großes Kampfboot (Klasse 130) untersucht. Gedacht war an ein nach Schnellbootstandard gebautes schnelles Fahrzeug von unter 1000 ts. Es sollte ähnlich bewaffnet sein wie die spätere Klasse 143, jedoch sechs MM38 tragen und als Führungsboot für Kampfgruppen eingesetzt werden. Als Antrieb war eine CODOG-Anlage auf zwei Wellen vorgesehen. Technisch und finanziell erwiesen sich diese Forderungen jedoch als unrealistisch, so dass das Projekt 1971 abgebrochen wurde.

#### SchnellbooteKlassen 144, 145, 146und147
Parallel zur Klasse 143 wurde unter der Bezeichnung Klasse 144 ein vergleichbarer Typ untersucht, der im Unterschied zur Klasse 143 über Tartar-Flugkörper und einen CODAG-Antrieb verfügen sollte. Als sich herausstellte, dass die Entwicklung der Klasse 143 auf Grund der Komplexität des Systems länger dauern würde als ursprünglich vorgesehen, wurden einige alternative Entwürfe geprüft, die nur einzelne Komponenten der für 143 vorgesehenen Bewaffnung tragen sollten. Es wurden drei Klassen mit einem Einheitsrumpf und folgenden Bezeichnungen ins Auge gefasst:
- Klasse 145: vier Tartar- oder Exocet-Flugkörper, zwei 40-mm- oder je eine 76-mm- und 40-mm-Flak
- Klasse 146: zwei Torpedorohre 533 mm, je eine 76-mm- und 40-mm-Flak
- Klasse 147: zwei 40-mm- oder je eine 76-mm- und 40-mm-Flak

Hinzu kamen bei allen Typen Minenschienen von unterschiedlicher Länge. Weil die Marine jedoch auf der Einrüstung des noch in Entwicklung befindlichen Führungssystems AGIS bestand, wurden diese Planungen nicht weiterverfolgt, sondern weiter an der Klasse 143 gearbeitet. Parallel erfolgte die Beschaffung der Klasse 148 als kurzfristiger Behelf.

#### TragflügelbooteKlassen 160,161und162

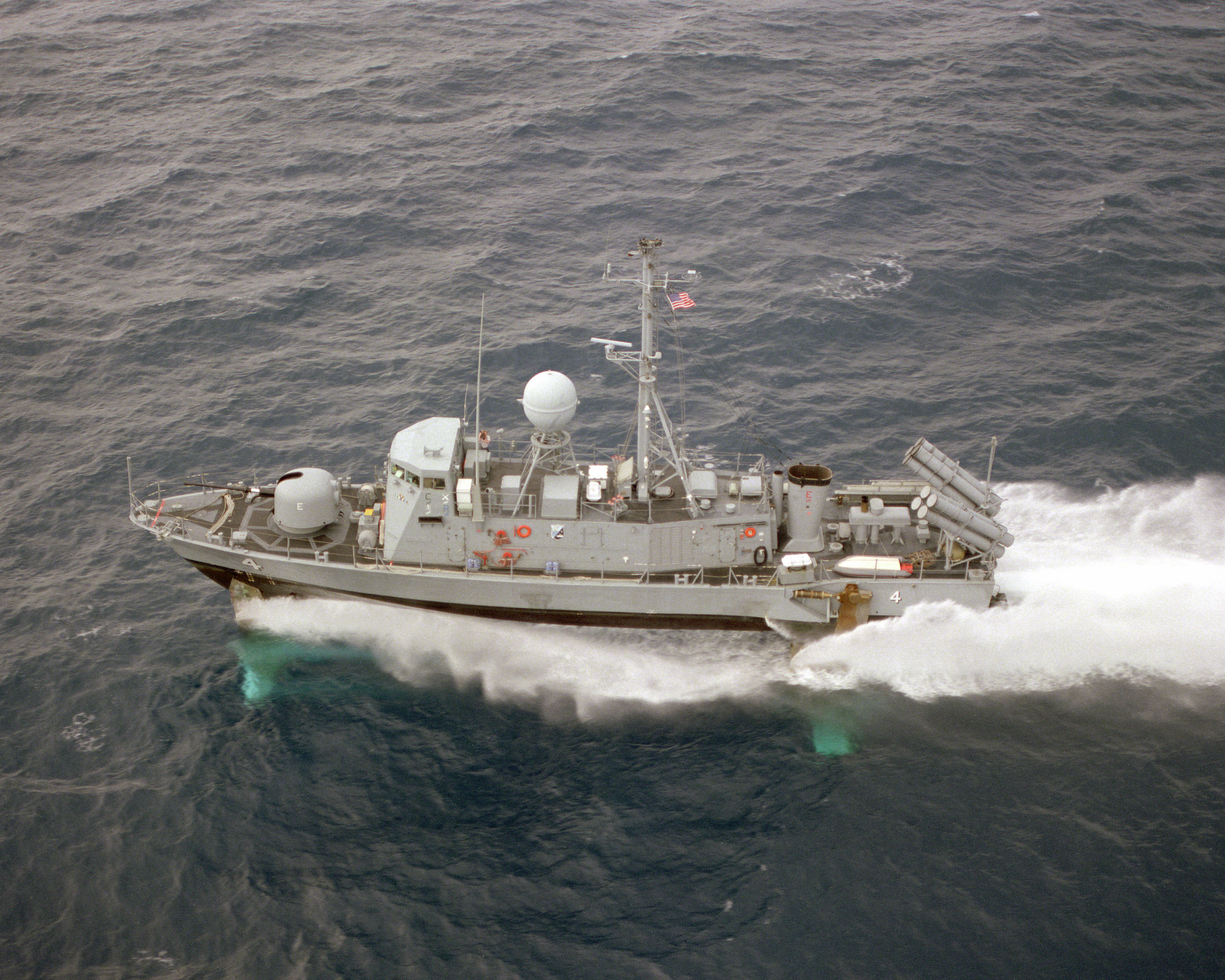
Tragflügelschnellboot USS Aquila der Pegasus-Klasse

Als eine weitere Alternative zu den herkömmlichen Schnellbooten wurde das Tragflügelkonzept untersucht. 1964 wurde mit dem Bau eines Versuchsboots begonnen, das von der Schweizer Firma Supramar AG entworfen worden war. Es sollte eine ähnliche Bewaffnung tragen wie die Jaguar-Boote, jedoch 45 bis 50 kn schnell sein. Das Projekt wurde 1967 abgebrochen, als sich das Projekt Klasse 162 abzeichnete. Der zu 90 % fertiggestellte Rumpf des Prototyps wurde 1973 verkauft und lag noch lange auf einer Werft in Bad Arnis.

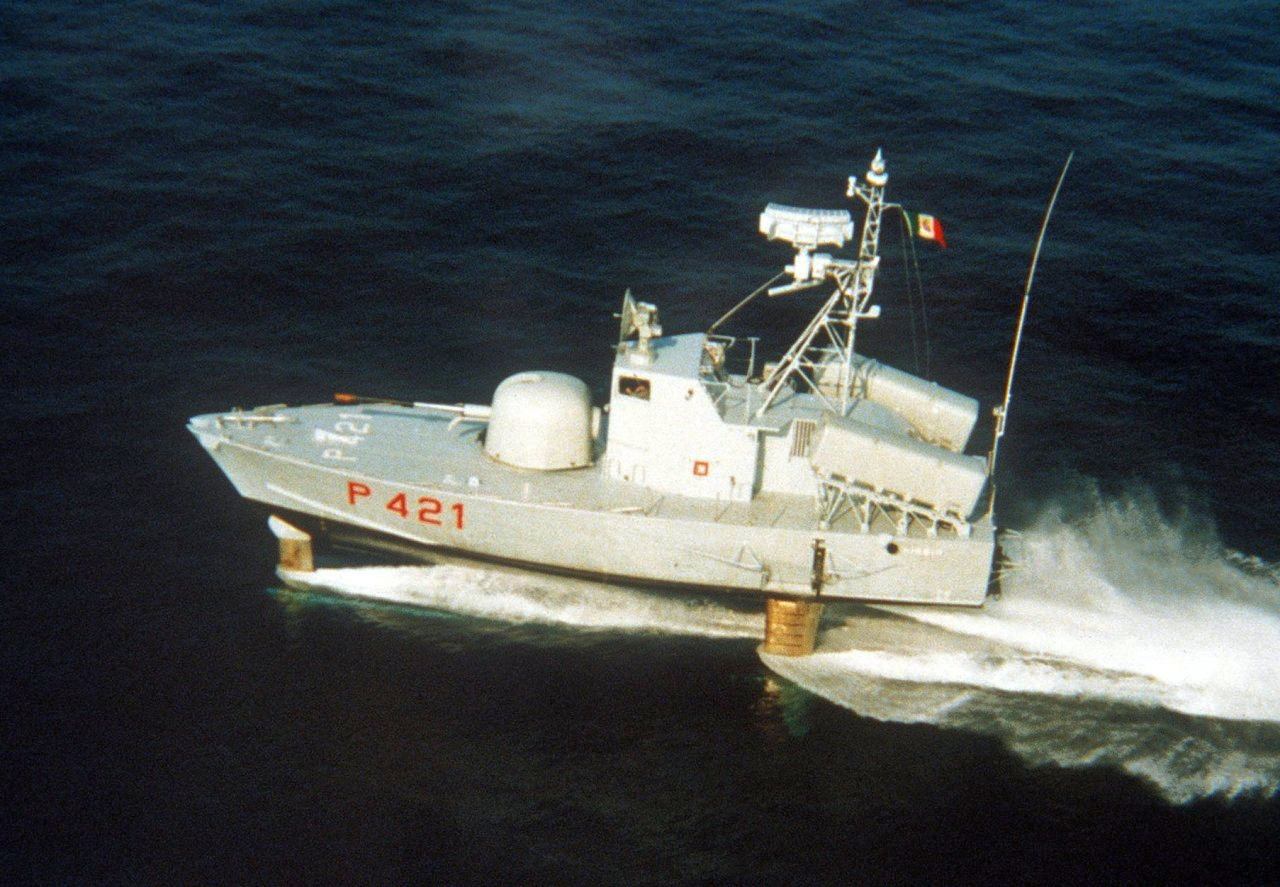
Italienisches Tragflügelschnellboot Nibbio der Sparviero-Klasse

Unter der Bezeichnung Klasse 161 wurde in den 1960er-Jahren ein weiteres Projekt begonnen, das ebenfalls nicht realisiert wurde. Die Boote sollten mit zwei Torpedorohren und einem 40-mm-Geschütz ausgestattet werden.
Als Ersatz für die Klasse 142 mod. wurde in Zusammenarbeit mit anderen NATO-Marinen ein weiteres Tragflügelprojekt untersucht, das die Bezeichnung Klasse 162 erhielt. An den Untersuchungen waren zunächst die Marinen der USA, Kanadas, Großbritanniens und Italiens beteiligt. Deutschland, die USA und Italien schlossen 1972 ein Abkommen über die Arbeit an dem Projekt durch die Firma Boeing. Deutschland schied unter anderem wegen sehr hoher Kosten (geschätzt 1,4 Mrd DM für zehn Boote) aus dem Projekt aus. Die U.S. Navy entwickelte daraus die Pegasus-Klasse mit sechs Booten, die italienische Marine die ähnliche Sparviero-Klasse mit sieben Booten.

#### Waffensysteme

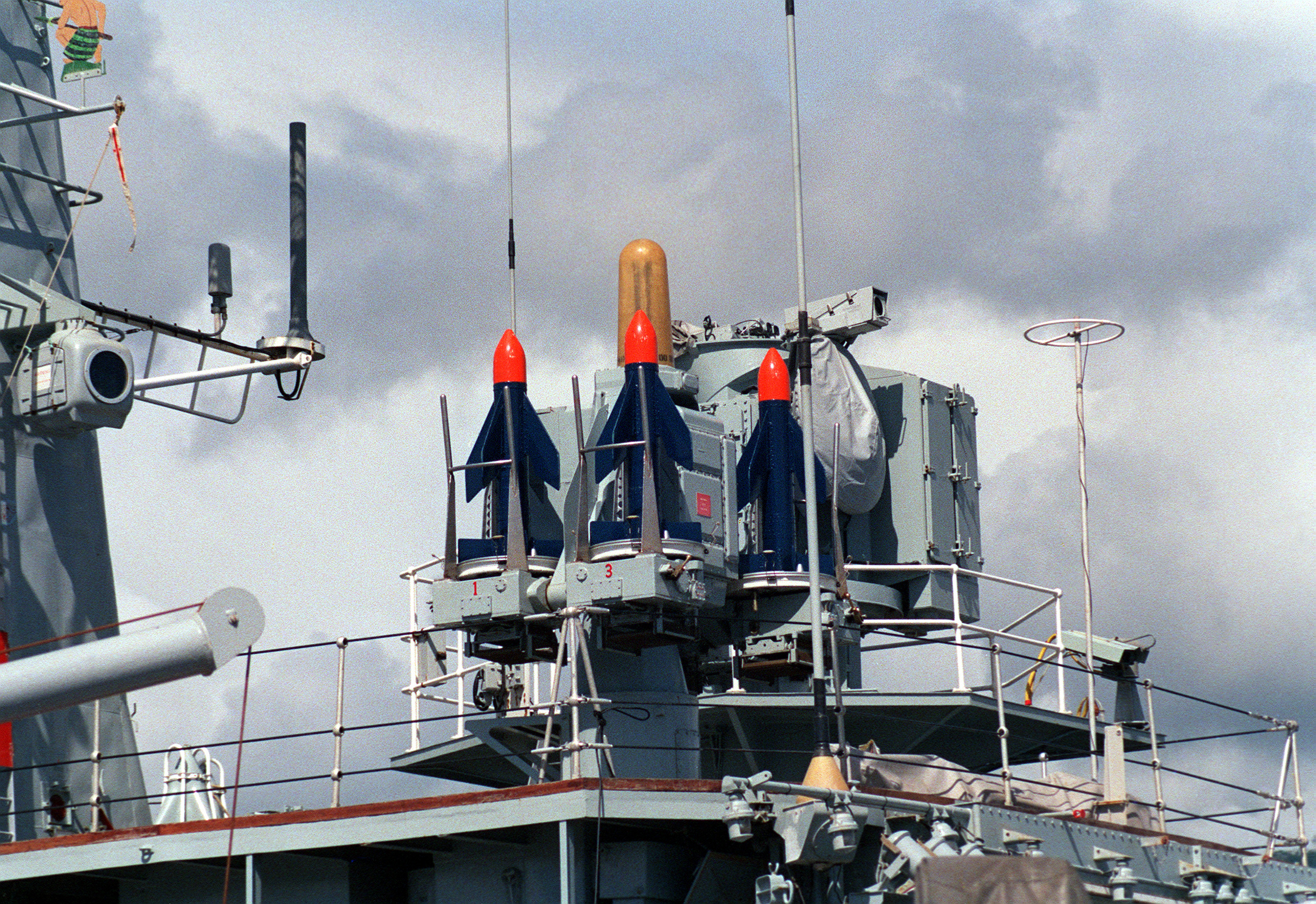
SeaCat-Starter mit drei FK auf der neuseeländischen Fregatte Wellington 1987

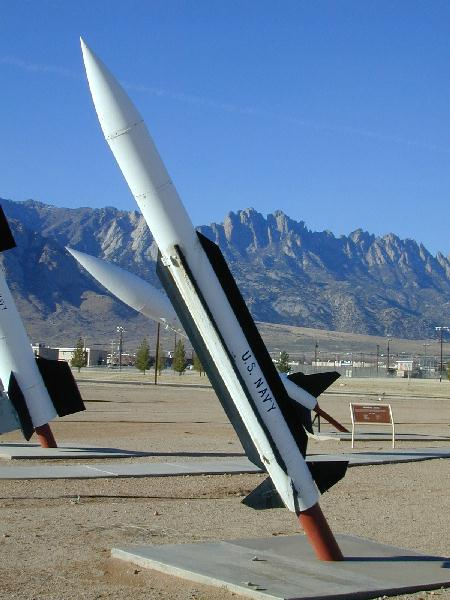
Tartar als Ausstellungsstück der White Sands Missile Range

Als Alternativen für die später eingeführten Flugkörper-Systeme Exocet und RAM wurden in den 1960er-Jahren andere Typen untersucht. Dabei spielte vor allem der Luftzielflugkörper Tartar eine Rolle, der auch gegen Seeziele eingesetzt werden sollte. Als Flugkörper gegen Luftziele wurde der britische SeaCat erprobt. Dafür wurde ab 1963 das Schnellboot Nerz der Zobel-Klasse eingesetzt. Zwei Tartar-Flugkörper wurden auf Abschussgestellen am Heck mitgeführt. Ebenfalls zwei SeaCat wurden an beiden Seiten des vorderen 40-mm-Geschützes angebracht.
Die SeaCat-Versuche scheiterten schnell an der Notwendigkeit, das Ziel während des FK-Fluges vom Boot aus zu verfolgen. Das war nur bei guter Sicht und ruhiger See möglich. Die Tartar-Erprobungen dauerten mehrere Jahre und führten zu dem Ergebnis, dass Seeziel-FK grundsätzlich für den Einsatz von Schnellbooten geeignet sind, der Tartar jedoch zu schwer für kleine Plattformen war. Deshalb wurde als Alternative der französische MM38 Exocet ausgewählt.

## Boots- und Schiffsnamen
Die Boote der SFltl führten mit Ausnahme der Erprobungsboote Klasse 152 und 152 Vogel- oder Raubtiernamen. Dabei handelt es sich zum Teil, wie z. B. bei Iltis oder Seeadler, um Traditionsnamen aus deutschen Vorgängermarinen, andere wurden erstmals verwandt. Aus offiziell nie erläuterten Gründen wurden die Boote der Klassen 148 und 143 zunächst nur mit Nummern in Dienst gestellt. Als Hintergrund wurden vielfach politische Gründe angenommen, jedoch gibt es dafür keine Belege. Weil die Besatzungen an den alten Bootsnamen hingen und jedem neuen Boot den Namen eines alten zugeordnet hatten, wurden ab 1981 wieder die Tiernamen in Kombination mit der bisherigen Nummer vergeben. Diese Praxis wurde auch für die erst danach in Dienst gestellte letzte Schnellbootklasse 143A beibehalten. Die Tender erhielten die Namen deutscher Flüsse, die auch beim Wechsel von Klasse 401 auf 404 beibehalten wurden.